# Primeira Liga 2016-17
La temporada 2016-17 de la Primeira Liga fue la 83.ª temporada de la Primeira Liga, la liga de fútbol de primer nivel en Portugal. Comenzó en 2016, y terminó el 21 de mayo de 2017. El Benfica era el vigente campeón y el Chaves y el Feirense ascendieron. El torneo fue organizado por la Liga Portuguesa de Fútbol Profesional (LPFP), una división de la Federación Portuguesa de Fútbol (FPF).

## Equipos participantes
| Pos. | Descendidos de 1.ª División |
| ---- | --------------------------- |
| 17.º | União da Madeira            |
| 18.º | Académica                   |

| Pos. | Ascendidos de 2.ª División |
| ---- | -------------------------- |
| 2.º  | Chaves                     |
| 3.°  | Feirense                   |

| Equipo               | Ciudad               | Estadio                                               | Capacidad | Entrenador          |
| -------------------- | -------------------- | ----------------------------------------------------- | --------- | ------------------- |
| FC Arouca            | Arouca               | Estádio Municipal de Arouca                           | 5.600     | Lito Vidigal        |
| Os Belenenses        | Lisboa               | Estádio do Restelo                                    | 37.593    | Quim Machado        |
| SL Benfica           | Lisboa               | Estádio da Luz                                        | 64.642    | Rui Vitória         |
| Boavista FC          | Oporto               | Estádio do Bessa                                      | 28.263    | Erwin Sánchez       |
| SC Braga             | Braga                | Estádio Municipal de Braga                            | 30.286    | José Peseiro        |
| G.D. Chaves          | Chaves               | Estádio Municipal de Chaves                           | 8.396     | Jorge Simaõ         |
| G.D. Estoril         | Estoril              | Estádio António Coimbra da Mota                       | 5.100     | Fabiano             |
| C.D. Feirense        | Santa Maria da Feira | Estádio Marcolino de Castro                           | 5.401     | José Mota           |
| C.S. Marítimo        | Funchal              | Estádio dos Barreiros                                 | 10.600    | Daniel Ramos        |
| Moreirense F.C.      | Moreira de Cónegos   | Parque de Jogos Comendador Joaquim de Almeida Freitas | 6.153     | Pepa                |
| C.D. Nacional        | Funchal              | Estádio da Madeira                                    | 5.200     | Manuel Machado      |
| FC Paços Ferreira    | Paços de Ferreira    | Estádio Capital do Móvel                              | 9.076     | Carlos Ferreira     |
| FC Porto             | Oporto               | Estádio do Dragão                                     | 50.033    | Nuno Espirito Santo |
| Rio Ave F.C.         | Vila do Conde        | Estádio do Rio Ave                                    | 5.250     | Capucho             |
| Sporting de Portugal | Lisboa               | Estádio José Alvalade                                 | 50.466    | Jorge Jesús         |
| CD Tondela           | Tondela              | Estádio João Cardoso                                  | 4.820     | Petit               |
| Vitória Guimarães    | Guimarães            | Estádio D. Afonso Henriques                           | 29.917    | Pedro Martins       |
| Vitória de Setúbal   | Setúbal              | Estádio do Bonfim                                     | 15.497    | José Couceiro       |

## Cambios de entrenadores
| Equipo        | Entrenador (jornadas)                         |
| ------------- | --------------------------------------------- |
| C.S. Marítimo | Paulo César Gusmaõ (1-5) Daniel Ramos (6-...) |
| Os Belenenses | Julio Velázquez (1-7) Quim Machado (8-...)    |

## Clasificación
Actualizado el 12 de junio de 2024.
|                        |     | Equipo               | PJ | PG | PE | PP | GF | GC | DG  | PTS |
| ---------------------- | --- | -------------------- | -- | -- | -- | -- | -- | -- | --- | --- |
|                        | 1.  | Benfica (C)          | 34 | 25 | 7  | 2  | 72 | 18 | +54 | 82  |
|                        | 2.  | Porto                | 34 | 22 | 10 | 2  | 71 | 19 | +52 | 76  |
|                        | 3.  | Sporting de Portugal | 34 | 21 | 7  | 6  | 68 | 36 | +32 | 70  |
|                        | 4.  | Vitória Guimarães    | 34 | 18 | 8  | 8  | 50 | 39 | +11 | 62  |
|                        | 5.  | Sporting Braga       | 34 | 15 | 9  | 10 | 51 | 36 | +15 | 54  |
|                        | 6.  | Marítimo             | 34 | 13 | 11 | 10 | 34 | 32 | +2  | 50  |
|                        | 7.  | Río Ave              | 34 | 14 | 7  | 13 | 41 | 39 | +2  | 49  |
|                        | 8.  | Feirense             | 34 | 14 | 6  | 14 | 31 | 45 | -14 | 48  |
|                        | 9.  | Boavista             | 34 | 10 | 13 | 11 | 33 | 36 | -3  | 43  |
|                        | 10. | Estoril Praia        | 34 | 10 | 8  | 16 | 36 | 42 | -6  | 38  |
|                        | 11. | Chaves               | 34 | 8  | 14 | 12 | 35 | 42 | -7  | 38  |
|                        | 12. | Vitória Setúbal      | 34 | 10 | 8  | 16 | 30 | 39 | -9  | 38  |
|                        | 13. | Paços de Ferreira    | 34 | 8  | 12 | 14 | 32 | 45 | -13 | 36  |
|                        | 14. | Belenenses           | 34 | 9  | 9  | 16 | 27 | 45 | -18 | 36  |
|                        | 15. | Moreirense           | 34 | 8  | 9  | 17 | 33 | 48 | -15 | 33  |
|                        | 16. | Tondela              | 34 | 8  | 8  | 18 | 29 | 52 | -23 | 32  |
| En puestos de descenso | 17. | Arouca               | 34 | 9  | 5  | 20 | 33 | 57 | -24 | 32  |
| En puestos de descenso | 18. | Nacional             | 34 | 4  | 9  | 21 | 22 | 58 | -36 | 21  |

|  | Clasificado para la Fase de grupos de la Liga de Campeones de la UEFA 2017-18.          |
|  | Clasificado para la Cuarta ronda previa (play-off) de la UEFA Champions League 2017-18. |
|  | Clasificado para la Fase de grupos de la Liga Europa de la UEFA 2017-18.                |
|  | Clasificado para la Cuarta ronda previa (play-off) de la UEFA Europa League 2017-18.    |
|  | Descenso a la Segunda Liga.                                                             |

### Evolución de la clasificación

#### Primera vuelta
| Equipo / Fecha    | 1  | 2  | 3  | 4  | 5  | 6  | 7  | 8  | 9  | 10 | 11 | 12 | 13 | 14 | 15 | 16 | 17 |
| ----------------- | -- | -- | -- | -- | -- | -- | -- | -- | -- | -- | -- | -- | -- | -- | -- | -- | -- |
| Benfica           | 4  | 4  | 2  | 3  | 1  | 1  | 1  | 1  | 1  | 1  | 1  | 1  | 1  | 1  | 1  | 1  | 1  |
| Porto             | 1  | 1  | 6  | 4  | 3  | 3  | 2  | 2  | 2  | 2  | 4  | 3  | 2  | 2  | 2  | 2  | 2  |
| Sporting Braga    | 8  | 8  | 4  | 2  | 4  | 4  | 4  | 4  | 3  | 5  | 3  | 4  | 4  | 3  | 3  | 3  | 3  |
| Sporting Portugal | 5  | 2  | 1  | 1  | 2  | 2  | 3  | 3  | 4  | 3  | 2  | 2  | 3  | 4  | 4  | 4  | 4  |
| Vitória Guimarães | 12 | 9  | 5  | 9  | 10 | 5  | 6  | 5  | 5  | 4  | 5  | 5  | 5  | 5  | 5  | 5  | 5  |
| Marítimo          | 17 | 18 | 14 | 14 | 17 | 13 | 9  | 8  | 11 | 9  | 9  | 7  | 8  | 7  | 8  | 8  | 6  |
| Chaves            | 7  | 7  | 8  | 8  | 6  | 8  | 5  | 6  | 6  | 6  | 6  | 8  | 7  | 8  | 7  | 7  | 7  |
| Río Ave           | 13 | 13 | 10 | 6  | 5  | 6  | 7  | 7  | 7  | 11 | 7  | 6  | 6  | 6  | 6  | 6  | 8  |
| Arouca            | 16 | 10 | 13 | 13 | 16 | 16 | 16 | 18 | 17 | 17 | 13 | 11 | 12 | 10 | 12 | 10 | 9  |
| Vitória Setúbal   | 6  | 5  | 3  | 5  | 8  | 11 | 12 | 11 | 9  | 7  | 10 | 14 | 10 | 11 | 9  | 11 | 10 |
| Boavista          | 2  | 6  | 7  | 11 | 12 | 14 | 13 | 12 | 10 | 8  | 11 | 13 | 13 | 14 | 10 | 9  | 11 |
| Belenenses        | 18 | 15 | 11 | 7  | 9  | 7  | 8  | 13 | 13 | 10 | 12 | 10 | 9  | 9  | 11 | 12 | 12 |
| Paços de Ferreira | 9  | 12 | 15 | 15 | 11 | 10 | 11 | 10 | 12 | 14 | 15 | 12 | 14 | 12 | 13 | 13 | 13 |
| Estoril           | 15 | 17 | 18 | 17 | 14 | 15 | 14 | 15 | 16 | 12 | 8  | 9  | 11 | 13 | 14 | 14 | 14 |
| Feirense          | 3  | 11 | 12 | 10 | 7  | 9  | 10 | 9  | 8  | 13 | 14 | 16 | 17 | 17 | 15 | 16 | 15 |
| Moreirense        | 10 | 3  | 9  | 12 | 13 | 17 | 18 | 17 | 15 | 16 | 18 | 15 | 16 | 16 | 17 | 15 | 16 |
| Nacional          | 11 | 16 | 17 | 18 | 15 | 12 | 15 | 14 | 14 | 15 | 17 | 18 | 15 | 15 | 16 | 17 | 17 |
| Tondela           | 14 | 14 | 16 | 16 | 18 | 18 | 17 | 16 | 18 | 18 | 16 | 17 | 18 | 18 | 18 | 18 | 18 |

#### Segunda vuelta
| Equipo / Fecha    | 18 | 19 | 20 | 21 | 22 | 23 | 24 | 25 | 26 | 27 | 28 | 29 | 30 | 31 | 32 | 33 | 34 |
| ----------------- | -- | -- | -- | -- | -- | -- | -- | -- | -- | -- | -- | -- | -- | -- | -- | -- | -- |
| Benfica           | 1  | 1  | 1  | 1  | 1  | 1  | 1  | 1  | 1  | 1  | 1  | 1  | 1  | 1  | 1  | 1  | 1  |
| Porto             | 2  | 2  | 2  | 2  | 2  | 2  | 2  | 2  | 2  | 2  | 2  | 2  | 2  | 2  | 2  | 2  | 2  |
| Sporting Portugal | 4  | 3  | 3  | 3  | 3  | 3  | 3  | 3  | 3  | 3  | 3  | 3  | 3  | 3  | 3  | 3  | 3  |
| Vitória Guimarães | 5  | 5  | 5  | 5  | 5  | 5  | 5  | 5  | 5  | 5  | 5  | 4  | 4  | 4  | 4  | 4  | 4  |
| Sporting Braga    | 3  | 4  | 4  | 4  | 4  | 4  | 4  | 4  | 4  | 4  | 4  | 5  | 5  | 5  | 5  | 5  | 5  |
| Marítimo          | 7  | 7  | 6  | 6  | 6  | 6  | 6  | 6  | 6  | 6  | 6  | 6  | 6  | 6  | 6  | 6  | 6  |
| Río Ave           | 10 | 9  | 9  | 9  | 10 | 10 | 8  | 7  | 7  | 7  | 7  | 7  | 7  | 7  | 7  | 7  | 7  |
| Feirense          | 13 | 13 | 13 | 13 | 13 | 13 | 13 | 12 | 11 | 9  | 10 | 11 | 9  | 8  | 8  | 8  | 8  |
| Boavista          | 9  | 10 | 11 | 11 | 8  | 9  | 10 | 10 | 8  | 10 | 11 | 10 | 10 | 9  | 9  | 9  | 9  |
| Estoril           | 16 | 16 | 16 | 16 | 15 | 15 | 15 | 15 | 15 | 15 | 15 | 15 | 14 | 15 | 14 | 14 | 10 |
| Chaves            | 6  | 8  | 7  | 7  | 7  | 7  | 7  | 8  | 9  | 8  | 8  | 8  | 8  | 10 | 10 | 10 | 11 |
| Vitória Setúbal   | 8  | 6  | 8  | 8  | 9  | 8  | 11 | 11 | 12 | 11 | 9  | 9  | 11 | 11 | 11 | 12 | 12 |
| Paços de Ferreira | 14 | 15 | 14 | 14 | 14 | 14 | 14 | 13 | 13 | 13 | 13 | 14 | 13 | 12 | 12 | 13 | 13 |
| Belenenses        | 12 | 12 | 12 | 12 | 12 | 11 | 9  | 9  | 10 | 12 | 12 | 12 | 12 | 13 | 13 | 11 | 14 |
| Moreirense        | 15 | 14 | 15 | 15 | 16 | 16 | 16 | 16 | 16 | 16 | 16 | 16 | 16 | 16 | 16 | 16 | 15 |
| Tondela           | 18 | 18 | 17 | 18 | 18 | 18 | 17 | 17 | 17 | 18 | 18 | 18 | 17 | 17 | 17 | 17 | 16 |
| Arouca            | 11 | 11 | 10 | 10 | 11 | 12 | 12 | 14 | 14 | 14 | 14 | 13 | 15 | 14 | 15 | 15 | 17 |
| Nacional          | 17 | 17 | 18 | 17 | 17 | 17 | 18 | 18 | 18 | 17 | 17 | 17 | 18 | 18 | 18 | 18 | 18 |

## Resultados
- Los horarios corresponden al huso horario de Portugal (Hora central europea): UTC0 en horario estándar y UTC+1 en horario de verano

### Primera vuelta
| Río Ave              | 1 - 3 | Porto             | da Río Ave                 | 12 de agosto    | 20:30 |
| Moreirense           | 1 - 1 | Paços de Ferreira | Joaquim de Almeida Freitas | 13 de agosto    | 16:00 |
| Sporting Portugal    | 2 - 0 | Marítimo          | José Alvalade              | 13 de agosto    | 18:15 |
| Tondela              | 0 - 2 | Benfica           | João Cardoso               | 13 de agosto    | 20:30 |
| Boavista             | 2 - 0 | Arouca            | do Bessa                   | 14 de agosto    | 16:00 |
| Vitória Setúbal      | 2 - 0 | Belenenses        | do Bonfim                  | 14 de agosto    | 18:00 |
| Vitória de Guimarães | 0 - 1 | Sporting Braga    | D. Afonso Henriques        | 14 de agosto    | 20:15 |
| Estoril              | 0 - 2 | Feirense          | António Coimbra da Mota    | 15 de agosto    | 20:00 |
| Nacional             | 0 - 1 | Chaves            | da Madeira                 | 4 de septiembre | 16:00 |

| Belenenses        | 0 - 0 | Boavista          | do Restelo          | 19 de agosto | 20:30 |
| Marítimo          | 0 - 2 | Vitória Guimarães | dos Barreiros       | 20 de agosto | 11:45 |
| Chaves            | 1 - 1 | Tondela           | Municipal de Chaves | 20 de agosto | 16:00 |
| Paços de Ferreira | 0 - 1 | Sporting Portugal | Capital do Móvel    | 20 de agosto | 18:15 |
| Porto             | 1 - 0 | Estoril           | do Dragão           | 20 de agosto | 20:30 |
| Feirense          | 0 - 3 | Moreirense        | Marcolino de Castro | 21 de agosto | 16:00 |
| Arouca            | 2 - 0 | Nacional          | Municipal de Arouca | 21 de agosto | 18:00 |
| Benfica           | 1 - 1 | Vitória Setúbal   | da Luz              | 21 de agosto | 20:15 |
| Sporting Braga    | 1 - 1 | Río Ave           | Municipal de Braga  | 22 de agosto | 20:00 |

| Vitória Guimarães | 5 - 3 | Paços de Ferreira | D. Afonso Henriques     | 26 de agosto | 20:30 |
| Tondela           | 0 - 1 | Belenenses        | João Cardoso            | 27 de agosto | 16:00 |
| Estoril           | 1 - 3 | Sporting Braga    | António Coimbra da Mota | 27 de agosto | 18:15 |
| Nacional          | 1 - 3 | Benfica           | da Madeira              | 27 de agosto | 20:30 |
| Boavista          | 2 - 2 | Chaves            | Municipal de Chaves     | 28 de agosto | 16:00 |
| Moreirense        | 0 - 1 | Marítimo          | dos Barreiros           | 28 de agosto | 16:00 |
| Sporting Portugal | 2 - 1 | Porto             | José Alvadade           | 28 de agosto | 18:00 |
| Río Ave           | 1 - 0 | Feirense          | da Río Ave              | 28 de agosto | 20:15 |
| Vitória Setúbal   | 2 - 0 | Arouca            | do Bonfim               | 28 de agosto | 21:00 |

| Arouca            | 1 - 2 | Benfica           | Municipal de Arouca | 9 de septiembre  | 20:30 |
| Belenenses        | 2 - 1 | Nacional          | do Restelo          | 10 de septiembre | 16:00 |
| Sporting Portugal | 3 - 0 | Moreirense        | José Alvalade       | 10 de septiembre | 18:15 |
| Porto             | 3 - 0 | Vitória Guimarães | do Dragão           | 10 de septiembre | 20:30 |
| Paços de Ferreira | 0 - 0 | Estoril           | Capital do Móvel    | 11 de septiembre | 11:45 |
| Marítimo          | 0 - 1 | Río Ave           | dos Barreiros       | 11 de septiembre | 16:00 |
| Sporting Braga    | 3 - 0 | Boavista          | Municipal de Braga  | 11 de septiembre | 18:00 |
| Chaves            | 0 - 0 | Vitória Setúbal   | Municipal de Chaves | 11 de septiembre | 20:15 |
| Feirense          | 2 - 1 | Tondela           | Marcolino de Castro | 12 de septiembre | 20:00 |

| Nacional          | 2 - 0 | Marítimo          | da Madeira              | 16 de septiembre | 20:30 |
| Estoril           | 2 - 0 | Moreirense        | António Coimbra da Mota | 17 de septiembre | 16:00 |
| Vitória Setúbal   | 1 - 4 | Paços de Ferreira | José Alvadade           | 17 de septiembre | 18:15 |
| Vitória Guimarães | 1 - 1 | Belenenses        | D. Afonso Henriques     | 17 de septiembre | 20:30 |
| Arouca            | 0 - 1 | Chaves            | Municipal de Chaves     | 18 de septiembre | 16:00 |
| Boavista          | 1 - 2 | Feirense          | do Bessa                | 18 de septiembre | 16:00 |
| Tondela           | 0 - 0 | Porto             | João Cardoso            | 18 de septiembre | 18:00 |
| Río Ave           | 3 - 1 | Sporting Portugal | do Río Ave              | 18 de septiembre | 20:15 |
| Benfica           | 3 - 1 | Sporting Braga    | da Luz                  | 19 de septiembre | 20:00 |

| Porto             | 3 - 1 | Boavista          | do Dragão                  | 23 de septiembre | 19:00 |
| Sporting Portugal | 4 - 2 | Estoril           | José Alvalade              | 23 de septiembre | 21:00 |
| Feirense          | 0 - 3 | Nacional          | Marcolino de Castro        | 24 de septiembre | 16:00 |
| Chaves            | 0 - 2 | Benfica           | Municipal de Chaves        | 24 de septiembre | 18:15 |
| Sporting Braga    | 2 - 1 | Vitória Setúbal   | Municipal de Braga         | 24 de septiembre | 20:30 |
| Marítimo          | 2 - 0 | Tondela           | dos Barreiros              | 25 de septiembre | 16:00 |
| Paços de Ferreira | 2 - 1 | Río Ave           | Capital do Móvel           | 25 de septiembre | 18:00 |
| Moreirense        | 0 - 1 | Vitória Guimarães | Joaquim de Almeida Freitas | 25 de septiembre | 20:15 |
| Belenenses        | 1 - 1 | Arouca            | do Restelo                 | 26 de septiembre | 20:00 |

| Tondela           | 2 - 1 | Paços de Ferreira | João Cardoso        | 30 de septiembre | 19:00 |
| Río Ave           | 1 - 2 | Estoril           | do Río Ave          | 1 de octubre     | 11:45 |
| Chaves            | 3 - 1 | Belenenses        | Municipal de Chaves | 1 de octubre     | 16:00 |
| Vitória Guimarães | 3 - 3 | Sporting Portugal | D. Afonso Henriques | 1 de octubre     | 18:15 |
| Nacional          | 0 - 4 | Porto             | da Madeira          | 1 de octubre     | 20:30 |
| Benfica           | 4 - 0 | Feirense          | da Luz              | 2 de octubre     | 16:00 |
| Vitória Setúbal   | 0 - 1 | Marítimo          | do Bonfim           | 2 de octubre     | 16:00 |
| Boavista          | 2 - 0 | Moreirense        | do Bessa            | 2 de octubre     | 18:00 |
| Arouca            | 1 - 1 | Sporting Braga    | Municipal de Arouca | 2 de octubre     | 20:15 |

| Paços de Ferreira | 1 - 1 | Nacional          | Capital do Móvel           | 21 de octubre | 19:00 |
| Marítimo          | 1 - 1 | Boavista          | dos Barreiros              | 21 de octubre | 21:00 |
| Feirense          | 1 - 1 | Vitória Setúbal   | Marcolino de Castro        | 22 de octubre | 16:00 |
| Sporting Portugal | 1 - 1 | Tondela           | José Alvalade              | 22 de octubre | 18:15 |
| Porto             | 3 - 0 | Arouca            | da Luz                     | 22 de octubre | 20:30 |
| Moreirense        | 1 - 1 | Río Ave           | Joaquim de Almeida Freitas | 23 de octubre | 16:00 |
| Estoril           | 0 - 2 | Vitória Guimarães | António Coimbra da Mota    | 23 de octubre | 18:00 |
| Belenenses        | 0 - 2 | Moreirense        | do Restelo                 | 23 de octubre | 20:15 |
| Sporting Braga    | 1 - 0 | Chaves            | Municipal de Braga         | 24 de octubre | 20:00 |

| Benfica           | 3 - 0 | Paços de Ferreira | da Luz              | 28 de octubre | 19:00 |
| Nacional          | 0 - 0 | Sporting Portugal | da Madeira          | 28 de octubre | 21:00 |
| Tondela           | 1 - 2 | Moreirense        | João Cardoso        | 29 de octubre | 16:00 |
| Vitória Guimarães | 0 - 0 | Porto             | D. Afonso Henriques | 29 de octubre | 18:15 |
| Boavista          | 0 - 0 | Estoril           | do Bessa            | 29 de octubre | 20:30 |
| Arouca            | 1 - 0 | Marítimo          | Municipal de Arouca | 30 de octubre | 16:00 |
| Río Ave           | 0 - 3 | Vitória Setúbal   | do Río Ave          | 30 de octubre | 18:00 |
| Sporting Braga    | 2 - 1 | Belenenses        | Municipal de Braga  | 30 de octubre | 20:15 |
| Chaves            | 1 - 1 | Feirense          | Municipal de Chaves | 31 de octubre | 20:00 |

| Vitória Guimarães | 2 - 1 | Nacional        | D. Afonso Henriques        | 4 de noviembre | 20:30 |
| Estoril           | 2 - 0 | Tondela         | António Coimbra da Mota    | 5 de noviembre | 16:00 |
| Paços de Ferreira | 1 - 1 | Chaves          | Capital do Móvel           | 5 de noviembre | 16:00 |
| Feirense          | 0 - 1 | Belenenses      | Marcolino de Castro        | 5 de noviembre | 18:15 |
| Río Ave           | 1 - 2 | Boavista        | do Río Ave                 | 5 de noviembre | 20:30 |
| Moreirense        | 1 - 2 | Vitória Setúbal | Joaquim de Almeida Freitas | 6 de noviembre | 16:00 |
| Porto             | 1 - 1 | Benfica         | do Dragão                  | 6 de noviembre | 18:00 |
| Sporting Portugal | 3 - 0 | Arouca          | José Alvalade              | 6 de noviembre | 20:15 |
| Marítimo          | 1 - 0 | Sporting Braga  | dos Barreiros              | 6 de noviembre | 20:30 |

| Vitória Setúbal | 0 - 1 | Río Ave           | do Bonfim           | 25 de noviembre | 20:30 |
| Chaves          | 0 - 0 | Marítimo          | Municipal de Chaves | 26 de noviembre | 11:45 |
| Nacional        | 0 - 1 | Estoril           | da Madeira          | 26 de noviembre | 16:00 |
| Boavista        | 0 - 1 | Sporting Portugal | do Bessa            | 26 de noviembre | 18:15 |
| Belenenses      | 0 - 0 | Porto             | do Restelo          | 26 de noviembre | 20:30 |
| Arouca          | 1 - 0 | Paços de Ferreira | Municipal de Arouca | 27 de noviembre | 16:00 |
| Benfica         | 3 - 0 | Moreirense        | da Luz              | 27 de noviembre | 18:00 |
| Tondela         | 2 - 1 | Vitória Guimarães | João Cardoso        | 27 de noviembre | 20:15 |
| Sporting Braga  | 6 - 2 | Feirense          | Municipal de Braga  | 28 de noviembre | 20:00 |

| Marítimo          | 2 - 1 | Benfica         | dos Barreiros              | 2 de diciembre | 20:30 |
| Río Ave           | 3 - 1 | Tondela         | do Río Ave                 | 3 de diciembre | 16:00 |
| Sporting Portugal | 2 - 0 | Vitória Setúbal | José Alvalade              | 3 de diciembre | 18:15 |
| Porto             | 1 - 0 | Sporting Braga  | do Dragão                  | 3 de diciembre | 20:30 |
| Moreirense        | 3 - 1 | Nacional        | Joaquim de Almeida Freitas | 4 de diciembre | 16:00 |
| Feirense          | 0 - 2 | Arouca          | Marcolino de Castro        | 4 de diciembre | 16:00 |
| Estoril           | 1 - 1 | Belenenses      | António Coimbra da Mota    | 4 de diciembre | 18:00 |
| Vitória Guimarães | 1 - 1 | Chaves          | D. Afonso Henriques        | 4 de diciembre | 20:15 |
| Paços de Ferreira | 2 - 1 | Boavista        | Capital do Móvel           | 5 de diciembre | 20:00 |

| Vitória Setúbal | 2 - 0 | Estoril           | do Bonfim           | 9 de diciembre  | 20:30 |
| Belenenses      | 1 - 0 | Marítimo          | do Restelo          | 10 de diciembre | 11:45 |
| Chaves          | 2 - 1 | Moreirense        | Municipal de Chaves | 10 de diciembre | 18:15 |
| Boavista        | 1 - 2 | Vitória Guimarães | do Bessa            | 10 de diciembre | 20:30 |
| Feirense        | 0 - 4 | Porto             | Marcolino de Castro | 11 de diciembre | 16:00 |
| Nacional        | 3 - 2 | Tondela           | da Madeira          | 11 de diciembre | 16:00 |
| Benfica         | 2 - 1 | Sporting Portugal | da Luz              | 11 de diciembre | 18:00 |
| Sporting Braga  | 3 - 0 | Paços de Ferreira | Municipal de Braga  | 11 de diciembre | 20:15 |
| Arouca          | 0 - 2 | Río Ave           | Municipal de Arouca | 12 de diciembre | 20:00 |

| Paços de Ferreira | 1 - 0 | Belenenses      | Capital do Móvel           | 16 de diciembre | 20:30 |
| Moreirense        | 1 - 4 | Arouca          | Joaquim de Almeida Freitas | 17 de diciembre | 18:15 |
| Estoril           | 0 - 1 | Benfica         | António Coimbra da Mota    | 17 de diciembre | 18:15 |
| Tondela           | 1 - 1 | Boavista        | João Cardoso               | 18 de diciembre | 16:00 |
| Río Ave           | 2 - 1 | Nacional        | do Río Ave                 | 18 de diciembre | 16:00 |
| Vitória Guimarães | 3 - 1 | Vitória Setúbal | D. Afonso Henriques        | 18 de diciembre | 18:00 |
| Sporting Portugal | 0 - 1 | Sporting Braga  | José Alvalade              | 18 de diciembre | 20:15 |
| Marítimo          | 2 - 0 | Feirense        | dos Barreiros              | 19 de diciembre | 17:30 |
| Porto             | 2 - 1 | Chaves          | do Dragão                  | 19 de diciembre | 20:00 |

| Porto           | 2 - 1 | Marítimo          | do Dragão           | 15 de diciembre | 20:30 |
| Benfica         | 2 - 0 | Río Ave           | da Luz              | 21 de diciembre | 18:00 |
| Nacional        | 0 - 2 | Boavista          | da Madeira          | 22 de diciembre | 17:00 |
| Sporting Braga  | 2 - 1 | Moreirense        | Municipal de Braga  | 22 de diciembre | 19:00 |
| Feirense        | 2 - 0 | Paços de Ferreira | Marcolino de Castro | 22 de diciembre | 19:00 |
| Belenenses      | 0 - 1 | Sporting Portugal | do Restelo          | 22 de diciembre | 21:00 |
| Chaves          | 1 - 0 | Estoril           | Municipal de Chaves | 22 de diciembre | 21:00 |
| Vitória Setúbal | 3 - 0 | Tondela           | do Bonfim           | 23 de diciembre | 19:00 |
| Arouca          | 0 - 1 | Vitória Guimãraes | Municipal de Arouca | 23 de diciembre | 21:00 |

| Nacional          | 0 - 0 | Sporting Braga  | da Madeira                 | 7 de enero | 11:45 |
| Estoril           | 0 - 1 | Marítimo        | António Coimbra da Mota    | 7 de enero | 16:00 |
| Vitória Guimarães | 0 - 2 | Benfica         | D. Afonso Henriques        | 7 de enero | 18:15 |
| Paços de Ferreira | 0 - 0 | Porto           | Capital do Móvel           | 7 de enero | 20:30 |
| Tondela           | 1 - 2 | Arouca          | João Cardoso               | 8 de enero | 16:00 |
| Río Ave           | 2 - 2 | Chaves          | do Río Ave                 | 8 de enero | 16:00 |
| Boavista          | 1 - 0 | Vitória Setúbal | do Bessa                   | 8 de enero | 18:00 |
| Sporting Portugal | 2 - 1 | Feirense        | José Alvalade              | 8 de enero | 20:15 |
| Moreirense        | 1 - 0 | Belenenses      | Joaquim de Almeida Freitas | 9 de enero | 20:00 |

| Arouca          | 2 - 1 | Estoril              | Municipal de Arouca | 13 de enero | 20:30 |
| Benfica         | 3 - 3 | Boavista             | Da Luz              | 14 de enero | 16:00 |
| Vitória Setúbal | 1 - 0 | Nacional             | do Bonfim           | 14 de enero | 16:00 |
| Chaves          | 2 - 2 | Sporting de Portugal | Municipal de Chaves | 14 de enero | 18:15 |
| Feirense        | 0 - 0 | Vitória Guimarães    | Marcolino de Castro | 14 de enero | 20:30 |
| Marítimo        | 3 - 1 | Paços de Ferreira    | dos Barreiros       | 15 de enero | 16:00 |
| Porto           | 3 - 0 | Moreirense           | do Dragão           | 15 de enero | 18:00 |
| Belenenses      | 1 - 0 | Rio Ave              | do Restelo          | 15 de enero | 20:15 |
| Sporting Braga  | 2 - 0 | Tondela              | Municipal de Braga  | 16 de enero | 20:00 |

### Segunda vuelta
| Paços de Ferreira | 0 - 2 | Moreirense           | Capital do Móvel    | 20 de enero | 20:39 |
| Porto             | 4 - 2 | Rio Ave              | do Dragão           | 21 de enero | 16:00 |
| Marítimo          | 2 - 2 | Sporting de Portugal | dos Barreiros       | 21 de enero | 18:15 |
| Arouca            | 1 - 2 | Boavista             | Municipal de Arouca | 21 de enero | 20:30 |
| Feirense          | 1 - 0 | Estoril              | Marcolino de Castro | 22 de enero | 16:00 |
| Benfica           | 4 - 0 | Tondela              | da Luz              | 22 de enero | 16:00 |
| Belenenses        | 1 - 2 | Vitória Setúbal      | do Restelo          | 22 de enero | 18:00 |
| Sporting Braga    | 1 - 2 | Vitória Guimarães    | Municipal de Braga  | 22 de enero | 20:15 |
| Chaves            | 2 - 0 | Nacional             | Municipal de Chaves | 23 de enero | 20:00 |

| Boavista          | 0 - 1 | Belenenses        | do Bessa                   | 27 de enero  | 20:30 |
| Tondela           | 2 - 0 | Chaves            | João Cardoso               | 28 de enero  | 11:45 |
| Nacional          | 1 - 1 | Arouca            | da Madeira                 | 28 de enero  | 16:00 |
| Vitória Guimarães | 0 - 0 | Marítimo          | D. Afonso Henriques        | 28 de enero  | 16:00 |
| Estoril           | 1 - 2 | Porto             | António Coimbra da Mota    | 28 de enero  | 18:15 |
| Sporting Portugal | 4 - 2 | Paços de Ferreira | José Alvalade              | 28 de enero  | 20:30 |
| Vitória Setúbal   | 1 - 0 | Benfica           | do Bonfim                  | 30 de enero  | 20:00 |
| Moreirense        | 1 - 1 | Feirense          | Joaquim de Almeida Freitas | 2 de febrero | 19:00 |
| Rio Ave           | 1 - 0 | Sporting Braga    | do Río Ave                 | 2 de febrero | 21:00 |

| AroucaMunicipal de Arouca        |  | Boavistado Bessa                     |  | [[]] | : |
| Benficada Luz                    |  | EstorilAntónio Coimbra da Mota       |  | [[]] | : |
| Belenensesdo Restelo             |  | Sporting PortugalJosé Alvalade       |  | [[]] | : |
| ChavesMunicipal de Chaves        |  | Paços de FerreiraCapital do Móvel    |  | [[]] | : |
| FeirenseMarcolino de Castro      |  | Marítimodos Barreiros                |  | [[]] | : |
| Nacionalda Madeira               |  | MoreirenseJoaquim de Almeida Freitas |  | [[]] | : |
| Portodo Dragão                   |  | Río Avedo Río Ave                    |  | [[]] | : |
| Sporting BragaMunicipal de Braga |  | TondelaJoão Cardoso                  |  | [[]] | : |
| Vitória Setúbaldo Bonfim         |  | Vitória GuimarãesD. Afonso Henriques |  | [[]] | : |

| AroucaMunicipal de Arouca        |  | Boavistado Bessa                     |  | [[]] | : |
| Benficada Luz                    |  | EstorilAntónio Coimbra da Mota       |  | [[]] | : |
| Belenensesdo Restelo             |  | Sporting PortugalJosé Alvalade       |  | [[]] | : |
| ChavesMunicipal de Chaves        |  | Paços de FerreiraCapital do Móvel    |  | [[]] | : |
| FeirenseMarcolino de Castro      |  | Marítimodos Barreiros                |  | [[]] | : |
| Nacionalda Madeira               |  | MoreirenseJoaquim de Almeida Freitas |  | [[]] | : |
| Portodo Dragão                   |  | Río Avedo Río Ave                    |  | [[]] | : |
| Sporting BragaMunicipal de Braga |  | TondelaJoão Cardoso                  |  | [[]] | : |
| Vitória Setúbaldo Bonfim         |  | Vitória GuimarãesD. Afonso Henriques |  | [[]] | : |

| AroucaMunicipal de Arouca        |  | Boavistado Bessa                     |  | [[]] | : |
| Benficada Luz                    |  | EstorilAntónio Coimbra da Mota       |  | [[]] | : |
| Belenensesdo Restelo             |  | Sporting PortugalJosé Alvalade       |  | [[]] | : |
| ChavesMunicipal de Chaves        |  | Paços de FerreiraCapital do Móvel    |  | [[]] | : |
| FeirenseMarcolino de Castro      |  | Marítimodos Barreiros                |  | [[]] | : |
| Nacionalda Madeira               |  | MoreirenseJoaquim de Almeida Freitas |  | [[]] | : |
| Portodo Dragão                   |  | Río Avedo Río Ave                    |  | [[]] | : |
| Sporting BragaMunicipal de Braga |  | TondelaJoão Cardoso                  |  | [[]] | : |
| Vitória Setúbaldo Bonfim         |  | Vitória GuimarãesD. Afonso Henriques |  | [[]] | : |

| AroucaMunicipal de Arouca        |  | Boavistado Bessa                     |  | [[]] | : |
| Benficada Luz                    |  | EstorilAntónio Coimbra da Mota       |  | [[]] | : |
| Belenensesdo Restelo             |  | Sporting PortugalJosé Alvalade       |  | [[]] | : |
| ChavesMunicipal de Chaves        |  | Paços de FerreiraCapital do Móvel    |  | [[]] | : |
| FeirenseMarcolino de Castro      |  | Marítimodos Barreiros                |  | [[]] | : |
| Nacionalda Madeira               |  | MoreirenseJoaquim de Almeida Freitas |  | [[]] | : |
| Portodo Dragão                   |  | Río Avedo Río Ave                    |  | [[]] | : |
| Sporting BragaMunicipal de Braga |  | TondelaJoão Cardoso                  |  | [[]] | : |
| Vitória Setúbaldo Bonfim         |  | Vitória GuimarãesD. Afonso Henriques |  | [[]] | : |

| AroucaMunicipal de Arouca        |  | Boavistado Bessa                     |  | [[]] | : |
| Benficada Luz                    |  | EstorilAntónio Coimbra da Mota       |  | [[]] | : |
| Belenensesdo Restelo             |  | Sporting PortugalJosé Alvalade       |  | [[]] | : |
| ChavesMunicipal de Chaves        |  | Paços de FerreiraCapital do Móvel    |  | [[]] | : |
| FeirenseMarcolino de Castro      |  | Marítimodos Barreiros                |  | [[]] | : |
| Nacionalda Madeira               |  | MoreirenseJoaquim de Almeida Freitas |  | [[]] | : |
| Portodo Dragão                   |  | Río Avedo Río Ave                    |  | [[]] | : |
| Sporting BragaMunicipal de Braga |  | TondelaJoão Cardoso                  |  | [[]] | : |
| Vitória Setúbaldo Bonfim         |  | Vitória GuimarãesD. Afonso Henriques |  | [[]] | : |

| AroucaMunicipal de Arouca        |  | Boavistado Bessa                     |  | [[]] | : |
| Benficada Luz                    |  | EstorilAntónio Coimbra da Mota       |  | [[]] | : |
| Belenensesdo Restelo             |  | Sporting PortugalJosé Alvalade       |  | [[]] | : |
| ChavesMunicipal de Chaves        |  | Paços de FerreiraCapital do Móvel    |  | [[]] | : |
| FeirenseMarcolino de Castro      |  | Marítimodos Barreiros                |  | [[]] | : |
| Nacionalda Madeira               |  | MoreirenseJoaquim de Almeida Freitas |  | [[]] | : |
| Portodo Dragão                   |  | Río Avedo Río Ave                    |  | [[]] | : |
| Sporting BragaMunicipal de Braga |  | TondelaJoão Cardoso                  |  | [[]] | : |
| Vitória Setúbaldo Bonfim         |  | Vitória GuimarãesD. Afonso Henriques |  | [[]] | : |

| AroucaMunicipal de Arouca        |  | Boavistado Bessa                     |  | [[]] | : |
| Benficada Luz                    |  | EstorilAntónio Coimbra da Mota       |  | [[]] | : |
| Belenensesdo Restelo             |  | Sporting PortugalJosé Alvalade       |  | [[]] | : |
| ChavesMunicipal de Chaves        |  | Paços de FerreiraCapital do Móvel    |  | [[]] | : |
| FeirenseMarcolino de Castro      |  | Marítimodos Barreiros                |  | [[]] | : |
| Nacionalda Madeira               |  | MoreirenseJoaquim de Almeida Freitas |  | [[]] | : |
| Portodo Dragão                   |  | Río Avedo Río Ave                    |  | [[]] | : |
| Sporting BragaMunicipal de Braga |  | TondelaJoão Cardoso                  |  | [[]] | : |
| Vitória Setúbaldo Bonfim         |  | Vitória GuimarãesD. Afonso Henriques |  | [[]] | : |

| AroucaMunicipal de Arouca        |  | Boavistado Bessa                     |  | [[]] | : |
| Benficada Luz                    |  | EstorilAntónio Coimbra da Mota       |  | [[]] | : |
| Belenensesdo Restelo             |  | Sporting PortugalJosé Alvalade       |  | [[]] | : |
| ChavesMunicipal de Chaves        |  | Paços de FerreiraCapital do Móvel    |  | [[]] | : |
| FeirenseMarcolino de Castro      |  | Marítimodos Barreiros                |  | [[]] | : |
| Nacionalda Madeira               |  | MoreirenseJoaquim de Almeida Freitas |  | [[]] | : |
| Portodo Dragão                   |  | Río Avedo Río Ave                    |  | [[]] | : |
| Sporting BragaMunicipal de Braga |  | TondelaJoão Cardoso                  |  | [[]] | : |
| Vitória Setúbaldo Bonfim         |  | Vitória GuimarãesD. Afonso Henriques |  | [[]] | : |

| AroucaMunicipal de Arouca        |  | Boavistado Bessa                     |  | [[]] | : |
| Benficada Luz                    |  | EstorilAntónio Coimbra da Mota       |  | [[]] | : |
| Belenensesdo Restelo             |  | Sporting PortugalJosé Alvalade       |  | [[]] | : |
| ChavesMunicipal de Chaves        |  | Paços de FerreiraCapital do Móvel    |  | [[]] | : |
| FeirenseMarcolino de Castro      |  | Marítimodos Barreiros                |  | [[]] | : |
| Nacionalda Madeira               |  | MoreirenseJoaquim de Almeida Freitas |  | [[]] | : |
| Portodo Dragão                   |  | Río Avedo Río Ave                    |  | [[]] | : |
| Sporting BragaMunicipal de Braga |  | TondelaJoão Cardoso                  |  | [[]] | : |
| Vitória Setúbaldo Bonfim         |  | Vitória GuimarãesD. Afonso Henriques |  | [[]] | : |

| Belenenses      | 1 - 3 | Estoril           | do Restelo          | 14 de abril | : |
| Boavista        | 0 - 0 | Paços de Ferreira | do Bessa            | 14 de abril | : |
| Benfica         | 3 - 0 | Marítimo          | da Luz              | 14 de abril | : |
| Vitória Setúbal | 0 - 3 | Sporting Portugal | do Bonfim           | 14 de abril | : |
| Arouca          | 2 - 0 | Feirense          | Municipal de Arouca | 15 de abril | : |
| Chaves          | 2 - 3 | Vitória Guimarães | Municipal de Chaves | 15 de abril | : |
| Tondela         | 2 - 1 | Río Ave           | João Cardoso        | 15 de abril | : |
| Sporting Braga  | 1 - 1 | Porto             | Municipal de Braga  | 15 de abril | : |
| Nacional        | 0 - 1 | Moreirense        | da Madeira          | 17 de abril | : |

| Río Ave           | 3 - 0 | Arouca          | do Río Ave                 | 21 de abril | : |
| Marítimo          | 3 - 0 | Belenenses      | dos Barreiros              | 22 de abril | : |
| Tondela           | 2 - 0 | Nacional        | João Cardoso               | 22 de abril | : |
| Estoril           | 3 - 0 | Vitória Setúbal | António Coimbra da Mota    | 22 de abril | : |
| Sporting Portugal | 1 - 1 | Benfica         | José Alvalade              | 22 de abril | : |
| Paços de Ferreira | 3 - 1 | Sporting Braga  | Capital do Móvel           | 23 de abril | : |
| Vitória Guimarães | 2 - 0 | Boavista        | D. Afonso Henriques        | 23 de abril | : |
| Porto             | 0 - 0 | Feirense        | do Dragão                  | 23 de abril | : |
| Moreirense        | 0 - 0 | Chaves          | Joaquim de Almeida Freitas | 24 de abril | : |

| Vitória Setúbal | 0 - 2 | Vitória Guimarães | do Bonfim           | 28 de abril | : |
| Boavista        | 1 - 0 | Tondela           | do Bessa            | 29 de abril | : |
| Nacional        | 0 - 2 | Río Ave           | da Madeira          | 29 de abril | : |
| Benfica         | 2 - 1 | Estoril           | da Luz              | 29 de abril | : |
| Chaves          | 0 - 2 | Porto             | Municipal de Chaves | 29 de abril | : |
| Arouca          | 2 - 2 | Moreirense        | Municipal de Arouca | 30 de abril | : |
| Feirense        | 2 - 1 | Marítimo          | Marcolino de Castro | 30 de abril | : |
| Sporting Braga  | 2 - 3 | Sporting Portugal | Municipal de Braga  | 30 de abril | : |
| Belenenses      | 1 - 2 | Paços de Ferreira | do Restelo          | 30 de abril | : |

| Moreirense           | 2 - 1 | Sporting de Braga | Joaquim de Almeida Freitas | 5 de mayo | 20:30 |
| Boavista             | 2 - 2 | Nacional          | do Bessa                   | 6 de mayo | 16:00 |
| Paços de Ferreira    | 0 - 1 | Feirense          | Capital do Móvel           | 6 de mayo | 18:15 |
| Marítimo             | 1 - 1 | Porto             | dos Barreiros              | 6 de mayo | 20:30 |
| Sporting de Portugal | 1 - 3 | Belenenses        | do Restelo                 | 7 de mayo | 11:45 |
| Tondela              | 2 - 1 | Vitória Setúbal   | João Cardoso               | 7 de mayo | 16:00 |
| Vitória Guimarães    | 1 - 0 | Arouca            | D. Afonso Henriques        | 7 de mayo | 18:00 |
| Rio Ave              | 0 - 1 | Benfica           | do Río Ave                 | 7 de mayo | 20:15 |
| Estoril              | 2 - 1 | Chaves            | António Coimbra da Mota    | 8 de mayo | 20:00 |

| Belenenses      | 1 - 1 | Moreirense        | do Restelo          | 12 de mayo | : |
| Arouca          | 0 - 1 | Tondela           | Municipal de Arouca | 13 de mayo | : |
| Benfica (C)     | 5 - 0 | Vitória Guimarães | da Luz              | 13 de mayo | : |
| Feirense        | 2 - 1 | Sporting Portugal | Marcolino de Castro | 13 de mayo | : |
| Chaves          | 2 - 2 | Río Ave           | Municipal de Chaves | 14 de mayo | : |
| Marítimo        | 1 - 1 | Estoril           | dos Barreiros       | 14 de mayo | : |
| Porto           | 4 - 1 | Paços de Ferreira | do Dragão           | 14 de mayo | : |
| Sporting Braga  | 4 - 0 | Nacional          | Municipal de Braga  | 14 de mayo | : |
| Vitória Setúbal | 0 - 1 | Boavista          | do Bonfim           | 15 de mayo | : |

| Nacional          | 1 - 2 | Vitória Setúbal | da Madeira                 | 20 de mayo | : |
| Paços de Ferreira | 0 - 0 | Marítimo        | Capital do Móvel           | 20 de mayo | : |
| Río Ave           | 2 - 0 | Belenenses      | do Río Ave                 | 20 de mayo | : |
| Vitória Guimarães | 0 - 1 | Feirense        | D. Afonso Henriques        | 20 de mayo | : |
| Boavista          | 2 - 2 | Benfica         | do Bessa                   | 20 de mayo | : |
| Estoril           | 4 - 2 | Arouca          | António Coimbra da Mota    | 21 de mayo | : |
| Tondela           | 2 - 0 | Sporting Braga  | João Cardoso               | 21 de mayo | : |
| Moreirense        | 3 - 1 | Porto           | Joaquim de Almeida Freitas | 21 de mayo | : |
| Sporting Portugal | 4 - 1 | Chaves          | José Alvalade              | 21 de mayo | : |

## Máximos goleadores
| Jugador                | Equipo               | Goles |
| ---------------------- | -------------------- | ----- |
| Bas Dost               | Sporting de Portugal | 34    |
| Tiquinho Soares        | Porto                | 19    |
| Konstantinos Mitroglou | Benfica              | 16    |
| André Silva            | Porto                | 16    |
| Jonas Gonçalves        | Benfica              | 13    |
| Moussa Marega          | Vitória de Guimarães | 13    |
| Welthon                | Paços de Ferreira    | 11    |
| Rui Fonte              | Sporting de Braga    | 11    |
| Pizzi                  | Benfica              | 10    |
| Fuente:                |                      |       |

- Actualizado el 12 de junio de 2024

## Máximos asistentes
| Jugador        | Equipo               | Asistencias |
| -------------- | -------------------- | ----------- |
| Gelson Martins | Sporting de Portugal | 8           |
| Pizzi          | Benfica              | 8           |
| Wilson Eduardo | Sporting Braga       | 8           |
| Alex Telles    | Porto                | 8           |
| Pedro Santos   | Sporting Braga       | 7           |
| Iuri Medeiros  | Boavista             | 7           |

- Actualizado el 13 de mayo de 2017